# Ellisiv Steen
Ellisiv Andrea Buch Steen, född 4 februari 1908 i Oslo, död där 27 oktober 2001, var en norsk litteraturhistoriker.
Steen blev magister artium 1933 och filosofie doktor 1948 på en avhandling om Camilla Colletts författarskap, Diktning og virkelighet; ett ämne hon senare fortsatte i Den lange strid (1954). I Kristin Lavransdatter. En kritisk studie (1959) presenterade hon en allsidig belysning av Sigrid Undsets roman.
Steen blev universitetslektor vid Universitetet i Oslo 1959 och docent 1968. Från 1973 till 1977 tjänstgjorde hon som professor i nordisk litteratur där. Kvinner og bøker: Festskrift til Ellisiv Steen lyfter fram hennes centrala position i norsk litteraturvetenskap.
Hon var gift med historikern Sverre Steen.